# Орта-Сан-Джуліо
Орта-Сан-Джуліо (італ. Orta San Giulio, п'єм. Òrta) — муніципалітет в Італії, у регіоні П'ємонт,  провінція Новара.
Орта-Сан-Джуліо розташована на відстані близько 550 км на північний захід від Рима, 100 км на північний схід від Турина, 45 км на північний захід від Новари.
Населення — 1120 осіб (2014).

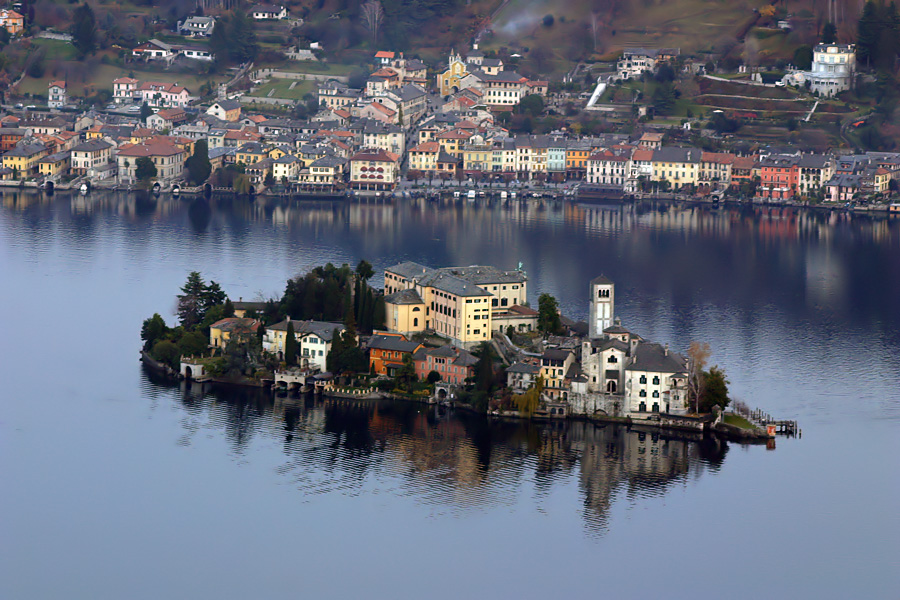
Сан-Джуліо (острів)

Щорічний фестиваль відбувається 15 серпня, 31 січня. Покровителька — Богородиця Небовзята.

## Демографія
Населення за роками:

Станом на 1 січня 2023 року в муніципалітеті офіційно проживали 123 іноземці з 32 країн, серед них 20 громадян країн Євросоюзу та 39 громадян України.

## Сусідні муніципалітети
- Амено
- Больцано-Новарезе
- Гоццано
- М'язіно
- Пелла
- Петтенаско
- Сан-Мауриціо-д'Опальйо